# قله نیرامدال
قله نیرامدال (به لاتین: Nairamdal Peak) یک کوه در مغولستان است که در Mongolia-Russia-China واقع شده‌است. قله نیرامدال ۴٬۰۸۲ متر بالاتر از سطح دریا واقع شده‌است.